# Sebele
Sebele is een bestuurslaag in het regentschap Karimun van de provincie Riau-archipel, Indonesië. Sebele telt 1.827 inwoners (volkstelling 2010).